# Kreuz Köln-West
Kreuz Köln-West in een knooppunt in de Duitse deelstaat Noordrijn-Westfalen.
Op dit knooppunt kruist de A1 Heiligenhafen-Saarbrücken de A4 Aachen-Köln.

## Geografie
Het knooppunt lig in het zuidwesten van de stad Keulen opniet ver van de gemeentegrens met de stad Frechen .
De nabijgelegen deelgemeenten zijn Lindenthal en Rodenkirchen.
Nabijgelegen stadsdelen zijn Weiden, Junkersdorf en Marsdorf van Keulen als het bedrijfsterrein Eupapark van Frechen.

## Configuratie
Rijstook
Nabij het knooppunt heeft de A4 2x3 rijstroken.
De A1 heeft vanaf het noorden tot op het viaduct over de A4 2+3+3+2 rijstroken waarna zij overgaat in een korte 2+2+2+2 parallelstructuur tot aan de aansluiting Frechen net ten zuiden van het knooppunt.

## Verkeersintensiteiten
Dagelijks passeren ongeveer 190.000 voertuigen het knooppunt. Daarmee behoort het tot de drukste verkeersknooppunten van Noordrijn-Westfalen
| Van                   | Naar                     | Gemiddeld aantal voertuigen per dag |
| --------------------- | ------------------------ | ----------------------------------- |
| AS Köln-Lövenich (A1) | AK Köln-West             | 115.500                             |
| AK Köln-West          | AS Frechen (A1)          | 83.000                              |
| AS Frechen-Nord (A4)  | AK Köln-West             | 75.100                              |
| AK Köln-West          | AS Köln-Klettenberg (A4) | 104.300                             |

## Richtingen knooppunt
| Aansluitende wegen | Aansluitende wegen                                        | Aansluitende wegen                                    | Aansluitende wegen | Aansluitende wegen |
| ------------------ | --------------------------------------------------------- | ----------------------------------------------------- | ------------------ | ------------------ |
|                    |                                                           | richting Köln-Nord / Düsseldorf Oberhausen / Dortmund |                    |                    |
|                    |                                                           |                                                       |                    |                    |
| richting Aachen    | richting Köln / Flughafen Köln-Bonn Olpe / Frankfurt a.M. |                                                       |                    |                    |
|                    |                                                           |                                                       |                    |                    |
|                    |                                                           | richting Frechen (B264) Euskirchen / Koblenz          |                    |                    |